# Carla Sieburgh
Carla Heleen Sieburgh (Groningen, 18 juni 1969) is een Nederlands jurist gespecialiseerd in het burgerlijk recht en de invloed van het Europese recht en de mensenrechten daarop. Sieburgh is een vrije wetenschapper en deeltijd-hoogleraar aan de Radboud Universiteit. Zij was van september 2017 tot september 2024 raadsheer in de Hoge Raad der Nederlanden.
Sieburgh studeerde rechten en geneeskunde aan de Rijksuniversiteit Groningen. Van 1995 tot 2000 was ze als promovendus verbonden aan de vakgroep privaatrecht diezelfde universiteit, waar ze onder begeleiding van Chris Brunner en Fokko Oldenhuis werkte aan het proefschrift Toerekening van een onrechtmatige daad waar ze op 29 juni 2000 cum laude op promoveerde. Aansluitend was ze van 2000 tot 2003 gerechtsauditeur bij het wetenschappelijk bureau van de Hoge Raad der Nederlanden. In 2003 werd Sieburgh benoemd tot hoogleraar burgerlijk recht aan de Radboud Universiteit Nijmegen; haar in 2004 uitgesproken oratie was getiteld Tertium datur: De niet uitgesloten derde in het burgerlijk recht. In 2010 werd haar leeropdracht gewijzigd in de Europeesrechtelijke aspecten van het privaatrecht, een vakgebied waarin ze nauw samenwerkte met haar in 2006 benoemde Nijmeegse collega Arthur Hartkamp (met wie ze eerder had samengewerkt toen hij procureur-generaal bij de Hoge Raad was). Van 2002 tot 2017 was ze tevens raadsheer-plaatsvervanger bij het Gerechtshof Amsterdam.
Op 1 september 2017 werd Sieburgh benoemd tot raadsheer in de civiele kamer van de Hoge Raad der Nederlanden. Vanaf 1 juli 2021 was ze tevens staatsraad in buitengewone dienst bij de Afdeling bestuursrechtspraak van de Raad van State. Sieburgh is voorzitter van de adviesraad voor de Asser-serie, de gezaghebbende serie handboeken over het Nederlands burgerlijk recht. Zij is auteur van de vier Asser-delen over het verbintenissenrecht en van het deel over het Europese Privaatrecht.
Sieburgh is lid van de Governing Council van Unidroit. Zij was lid van De Jonge Akademie (2006-2011). Sinds 2010 is zij lid van de Koninklijke Nederlandse Akademie van Wetenschappen en sinds 2019 van de Academia Europaea.
Bestuur van de Hoge Raad:
G. de Groot (president) · M.V. Polak · M.J. Kroeze ·  V. van den Brink · J. de Hullu · R.J. Koopman · M.E. van Hilten (vicepresidenten)

Eerste kamer:
G. de Groot · 
M.V. Polak · 
M.J. Kroeze (vzrs.) · 
A.E.B. ter Heide ·
F.J.P. Lock · 
G.C. Makkink · 
C.E. du Perron · 
F.R. Salomons · 
S.J. Schaafsma · 
C.H. Sieburgh · 
T.H. Tanja-van den Broek · 
K. Teuben · 
H.M. Wattendorff

Tweede kamer:
V. van den Brink · 
M.J. Borgers (vzrs.) · 
Y. Buruma · 
C. Caminada · 
J.C.A.M. Claassens · 
C.N. Dalebout · 
T. Kooijmans · 
M. Kuijer · 
A.E.M. Röttgering ·
A.L.J. van Strien ·
T.B. Trotman

Derde kamer:
M.E. van Hilten · 
J.A.R. van Eijsden (vzrs.) · 
M.T. Boerlage ·
P.A.G.M. Cools ·
E.F. Faase · 
M.W.C. Feteris · 
M.A. Fierstra · 
R.J. Koopman ·
E.N. Punt ·
A.E.H. van der Voort Maarschalk · 
J. Wortel

J.E.M. Polak (i.b.d.) · 
H.G. Sevenster (i.b.d.) · 
C.J. Borman (i.b.d.)

Parket:
F.W. Bleichrodt (procureur-generaal) · 
M.H. Wissink (plv. procureur-generaal) · 

Advocaten-generaal civiel:
B.F. Assink · 
R.H. de Bock · 
B.J. Drijber · 
T. Hartlief · 
F.F. Langemeijer (i.b.d.) · 
S.D. Lindenbergh · 
M.L.C.C. Lückers · 
G.R.B. van Peursem · 
E.B. Rank-Berenschot · 
G. Snijders · 
W.L. Valk · 
P. Vlas · 
E.M. Wesseling-van Gent 

Advocaten-generaal straf:
D.J.C. Aben · 
P.M. Frielink · 
A.E. Harteveld · 
E.J. Hofstee · 
B.F. Keulen · 
D.J.M.W. Paridaens · 
T.N.B.M. Spronken · 
P.C. Vegter (i.b.d.)

Advocaten-generaal belasting:
C.M. Ettema · 
R.L.H. IJzerman · 
R.E.C.M. Niessen · 
P.J. Wattel
Leden:
Koning der Nederlanden · 
Th.C. de Graaf (vice-president) · 
R. Uylenburg (voorzitter ABRvS) · 
J.E.M. Polak · 
H.G. Sevenster ·  
L.F.M. Verhey ·  
B.P. Vermeulen 

Staatsraden: 
C.H.M. van Altena ·
T. Avedissian* ·
H.J.M. Baldinger · 
A.W.M. Bijloos · 
J.C. Boeree* ·
C.J. Borman ·
J.H. van Breda ·
B.J. Bruins ·
K.M. Buitenweg ·
W.D. Bult-Spiering ·  
E.J. Daalder ·
J.Th. Drop · 
V.V. Essenburg · 
B.J. van Ettekoven · 
M.W.C. Feteris* ·
J.J.W.P. van Gastel · 
F.H.G. de Grave · 
J.W. van de Gronden* ·
G. de Groot* ·
J.F. de Groot · 
J. Gundelach ·
G.J.J. Heerma van Voss ·
S.J.C. Hemels · 
M. den Heijer · 
J. Hoekstra · 
G.J.H. Houtzagers · 
G.T.J.M. Jurgens ·
M.M. Kaajan · 
P.H.A Knol · 
R.W.L. Koopmans* · 
A. Kuijer · 
C.C.W. Lange ·
B. Meijer ·
E.A. Minderhoud ·
A.J.C. de Moor-van Vugt ·
J.M.L. Niederer ·
A.G.A. Nijmeijer* ·
W. den Ouden · 
J.C.A. de Poorter · 
B.P.M. van Ravels · 
J. Schipper-Spanninga ·  
J.A.W. Scholten-Hinloopen ·
C.H. Sieburgh* ·
N.J. Schrijver ·
Th.G.M. Simons* · 
G. Snijders* ·
M. Soffers · 
G. Snijders* · 
E. Steendijk ·
A.L.J. van Strien* · 
R.J.M. van den Tweel ·
A. ten Veen · 
G.O. van Veldhuizen ·
H.C.P. Venema ·
D.A. Verburg ·
N. Verheij · 
M.B. Vos ·
P.J. Wattel* ·
R.J.G.M. Widdershoven* ·
J.M. Willems · 
C.M. Wissels · 
S.F.M. Wortmann · 
R. van Zwol 
(*staatsraad in buitengewone dienst)

Staatsraad van het Koninkrijk:
M.G.M. Schwengle (Aruba) · P.R.J. Comenencia (Curaçao) · M.C. van der Sluijs-Plantz (Sint Maarten)